# ناتاراجان چاندراسکاران
ناتاراجان چاندِراِسکاران (انگلیسی: Natarajan Chandrasekaran؛ زادهٔ ۲ ژوئن ۱۹۶۳) مدیر عامل اجرایی، و اهالی کسب‌وکار اهل هند است.
او مدیر اجرایی خدمات مشاوره تاتا (TCS) بود، جایی که در سال ۲۰۰۹ مدیر ارشد اجرایی (CEO) شد. او همچنین رئیس تاتا موتورز و محصولات مصرفی تاتا (TGB) بود. او اولین مدیر غیر پارسی و حرفه‌ای بود که ریاست گروه تاتا را بر عهده گرفت. او هم‌اکنون ریاست گروه ۲۰ هند را بر عهده گرفته است و در دوره ریاست در گروه ۲۰، دستور کار تجاری را رهبری خواهد کرد.